# Mondat (folyóirat)
A Mondat  irodalmi, kulturális folyóirat volt, amelynek összesen négy száma Kaposváron jelent meg 1992-ben. 

## Szerkesztőség
Felelős szerkesztő: Földvári György
Szerkesztők: Csernák Árpád, D. László Ágnes, Vörös Klára
Munkatársak: Gerencsér Zsolt, Kőhalmi Erika, Tóth Béla
A címlap Szász Endre munkája
Laparculat tervezés: Várnai Károly
A szerkesztőség tiszteletbeli tagjai: Szász Endre, Papp Árpád

## Története
1992 tavaszán Földvári György író, gimnáziumi tanár úgy gondolta, érdemes lenne a rendszerváltás utáni Somogy megye irodalmi életébe új színt vinni. Elhatározta, hogy politikafüggetlen irodalmi folyóiratot alapít, s ehhez összeverbuválta kaposvári írókból, publicistákból álló szerkesztőbizottságát. A Mondat folyóiratnak csupán négy száma jelent meg, ez is többnyire banki reklámajándékból. Földvári terve négy hónap után kudarcba fulladt: bár a folyóirat pozitív fogadtatásban részesült országos nevű tollforgatók körében is, a folyóirat elsősorban belső személyi ellentétek miatt szűnt meg. A szerkesztőség egyik tagja hatalomátvételi célból alaptalanul megvádolta a felelős szerkesztőt sikkasztással. Mire a vád tisztázódott, a megye elutasította a további megjelenések anyagi támogatását.[forrás?]

## Szerzői
Ablonczy László, Balassa Mónika, Bálint Lea, Georges Becker, Borbándi Gyula, Borsos Lajos, Buda Ferenc, Celine, Csernák Árpád, Csernák Endre dr., Csonka Béla, Eörsi István, Fehér János László, Földvári György, Gera Katalin, Gerencsér Zsolt, Gíber Vilmos, Gyenge Zoltán, Hamvas Béla, Hegyi Béla, Sztefka Hruszanova, József Attila, Jack Kerouac, Kertész Sándor, Harriet Koch, Kovács Tibor, Kőhalmi Erika, Kránitz Krisztina, Kung Fu-ce, Lao-ce, D. László Ágnes, Lengyel Balázs, Lévai Írisz, Mojzsis Dóra dr., Nagy Margit, Nagy Pál, Nemes Nagy Ágnes, Novák Éva, Nyári László, Nyírfalvi Károly, Oláh Andor, Osvát Ernő, Őszi Zoltán, Papp Árpád, Rákos Sándor, Révész Napsugár, E. Sanguinetti, Sarusi Mihály, Werner Sprenger, Szabó Vladimír, Szász Endre, Szávai István, Szendrényi Zsolt, Szentiványi Árpád, Szíjártó István, Szili Ferenc, Tóth Andor István, Tóth Béla, Ujkéry Csaba, Vörös András, Vörös Klára